# Biserica de lemn din Gagu
Biserica de lemn din Gagu este un lăcaș de cult situat în satul Gagu, ce aparține de comuna Dascălu. Are hramul Sf. Dimitrie și a fost adusă aici din Transilvania. Datează din perioada 1800 - 1801 și are statut de monument istoric cu codul:  IF-II-m-B-15286. 

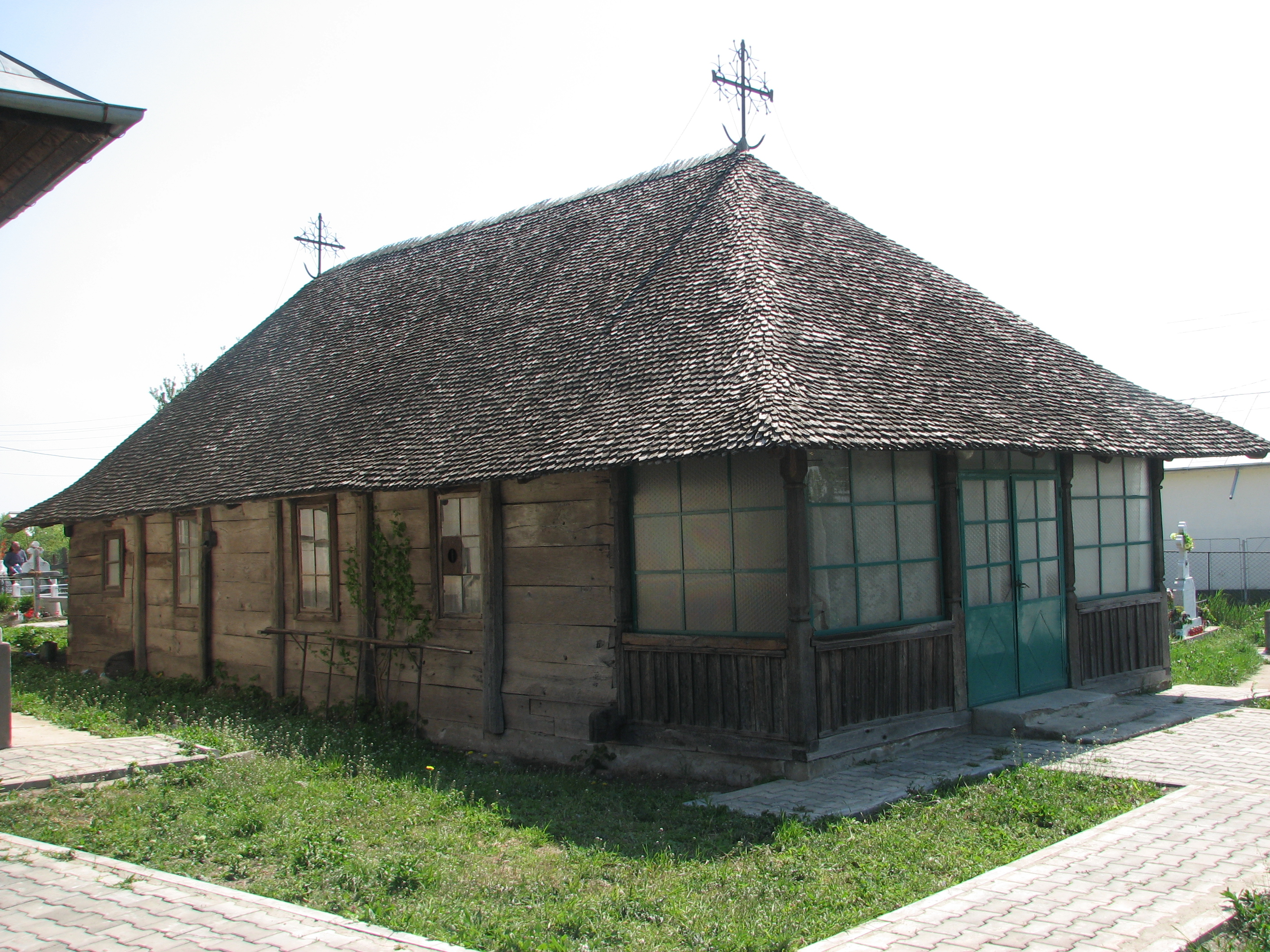
Biserica de lemn din Gagu